# Oude Gooren
Het gebied Oude Gooren is een ongeveer 10 ha groot natuurgebiedje in de gemeente Someren. Het ligt aan de Zuid-Willemsvaart tussen Helmond en Lierop.
De Oude Gooren ligen in een venige laagte binnen het dal van de Aa. Het milieu wordt mogelijk beïnvloed door kalkrijk kwelwater vanuit de Zuid-Willemsvaart. Het gebiedje staat bekend om een aantal zeldzame plantesoorten, waaronder orchideeën. De Oude Gooren zijn niet toegankelijk, maar uitstekend te overzien vanaf het fietspad langs de Zuid-Willemsvaart.